# Liza Minnelli (compilação)
Liza Minnelli é uma coletânea musical da cantora e atriz estadunidense Liza Minnelli, lançada em 1982, como parte da série de LPs "American Superstars" da CBS. A compilação abrange a carreira da cantora na década de 1970, quando era contratada pela Columbia Records. Ao longo dos anos, a coletânea foi relançada com diferentes capas e títulos, incluindo: C-A-B-A-R-E-T: The Very Best of Liza Minnelli, Cabaret e Simply the Best. As versões em CD ganharam quatro faixas adicionais, além de diferenças sutis na lista de faixas original.
As canções escolhidas para a edição em LP da série "American Superstars", advém, majoritariamente (10 das 12 faixas), do álbum The Singer, de 1973. Dos álbuns Liza with a Z, de 1972 e Live at the Winter Garden, de 1974 foram retiradas apenas uma canção de cada: "Son of a Preacher Man" e "If You Could Read My Mind", respectivamente. As versões lançadas em CD possuem adicionalmente quatro canções do álbum Tropical Nights, de 1977 ("I Love Every Little Thing About Yoy", "A Beautiful Thing", "Easy" "Come Home Baby") e a faixa "Cabaret" da trilha sonora do filme homônimo, de 1972. Além disso, "excluiu a canção "Use Me", de The Singer (1973).
As resenhas dos críticos especializados em música foram favoráveis, embora o álbum tenha falhado em aparecer em paradas de sucesso de música.

## Recepção crítica
| Críticas profissionais | Críticas profissionais |
| Avaliações da crítica  | Avaliações da crítica  |
| Fonte                  | Avaliação              |
| ---------------------- | ---------------------- |
| AllMusic               | [ 12 ]                 |

Escrevendo para o site AllMusic, o crítico William Ruhlmann fez uma resenha sobre a versão em CD, intitulada Simply the Best. Ele avaliou com três estrelas de cinco e notou que o título que deram ao relançamento ("Simplesmente o Melhor", em português) simplesmente não é verdadeiro, uma vez que a compilação não reúne os maiores sucessos e canções mais conhecidas de Minnelli e sim gravações de quatro álbuns dos anos de 1970. Ele considerou a seleção de canções escolhidas uma " mistura estranha" que privilegia o álbum The Singer, de 1973, em quase toda a sua totalidade. Por fim, pontuou que "O catálogo da Columbia de Liza Minnelli é uma mistura, mas é possível criar uma seleção muito melhor do que esta".

## Desempenho comercial
Comercialmente, falhou em aparecer na parada Billboard 200.

## Lista de faixas
- Créditos adaptados do LP Liza Minnelli, de 1982.[1]

| Lado A |                                   |                |               |         |  |
| N.º    | Título                            | Compositor(es) | Álbum         | Duração |  |
| 1.     | "You are the Sunshine of my Life" |                | The Singer    | 2:36    |  |
| 2.     | "I'd Love you to Want me"         |                | The Singer    | 3:36    |  |
| 3.     | "Baby Don't Get Hooked on me"     |                | The Singer    | 2:52    |  |
| 4.     | "Dance in the Moonlight"          |                | The Singer    | 3:19    |  |
| 5.     | "Oh, Babe, What Would I Say?"     |                | The Singer    | 3:31    |  |
| 6.     | "Son of a Preacher Man"           |                | Liza with a Z | 3:22    |  |

| Lado B |                             |                |                           |         |  |
| N.º    | Título                      | Compositor(es) | Álbum                     | Duração |  |
| 1.     | "If you Could Read my Mind" |                | Live at the Winter Garden | 2:56    |  |
| 2.     | "You're So Vain"            |                | The Singer                | 3:30    |  |
| 3.     | "Use Me"                    |                | The Singer                | 3:39    |  |
| 4.     | "I Believe in Music"        |                | The Singer                | 3:37    |  |
| 5.     | "Where is the Love"         |                | The Singer                | 2:49    |  |
| 6.     | "The Singer"                |                | The Singer                | 2:31    |  |

| Lista de faixas das edições em CD |                                       |                |                           |         |  |
| N.º                               | Título                                | Compositor(es) | Álbum                     | Duração |  |
| 1.                                | "You are the Sunshine of my Life"     |                | The Singer                |         |  |
| 2.                                | "I'd Love you to Want me"             |                | The Singer                |         |  |
| 3.                                | "Baby Don't Get Hooked on me"         |                | The Singer                |         |  |
| 4.                                | "Dance in the Moonlight"              |                | The Singer                |         |  |
| 5.                                | "Oh, Babe, What Would I Say?"         |                | The Singer                |         |  |
| 6.                                | "Son of a Preacher Man"               |                | Liza with a Z             |         |  |
| 7.                                | "I Love Every Little Thing About you" |                | Tropical Nights           |         |  |
| 8.                                | "A Beautiful Thing"                   |                | Tropical Nights           |         |  |
| 9.                                | "If you Could Read my Mind"           |                | Live at the Winter Garden |         |  |
| 10.                               | "You're So Vain"                      |                | The Singer                |         |  |
| 11.                               | "Cabaret"                             |                | Cabaret                   |         |  |
| 12.                               | "I Believe in Music"                  |                | The Singer                |         |  |
| 13.                               | "Where is the Love"                   |                | The Singer                |         |  |
| 14.                               | "The Singer"                          |                | The Singer                |         |  |
| 15.                               | "Easy"                                |                | Tropical Nights           |         |  |
| 16.                               | "Come home babe"                      |                | Tropical Nights           |         |  |